# Nosorożec włochaty ze Staruni
Nosorożec włochaty ze Staruni – jedyny na świecie kompletny (tzn. z zachowanym nie tylko szkieletem, ale i częściami miękkimi: częścią wnętrzności, mięśniami, skórą) egzemplarz wymarłego gatunku nosorożca (Coelodonta antiquitatis) z epoki plejstocenu. Odkryty w kopalni głębinowej ozokerytu na terenie wsi Starunia koło Stanisławowa. W nauce znany jako tzw. drugi nosorożec ze Staruni. Unikalna fosylizacja tego okazu była możliwa dzięki konserwującym właściwościom wosku ziemnego i soli kamiennej, które obficie występują w iłach otaczających skamieniałość.

## Pierwsze znaleziska dużych kręgowców plejstocenu w Staruni

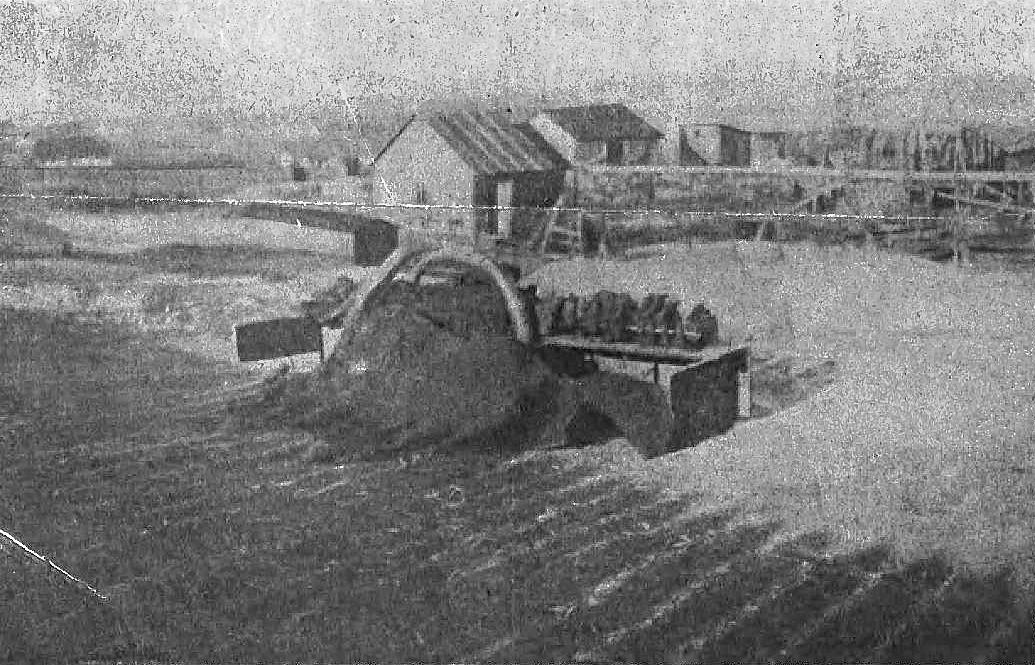
Nosorożec włochaty ze Staruni, tzw. drugi, 1929

Na początku XX wieku w Staruni działała kopalnia wosku ziemnego, założona przez Niemca, Kampego, z Hamburga. Kopalnia w Staruni była znana jako miejsce występowania dobrze zachowanych fragmentów kręgowców kopalnych od października 1907, kiedy to w trakcie drążenia szybu nowej kopalni w celu eksploatacji ozokerytu wydobyto duże fragmenty szkieletu i części miękkich jednego osobnika mamuta z ciosami (leżał na głębokości 12–14 m), a 6 listopada tegoż roku także przednią część ciała nosorożca włochatego (później nazwanego pierwszym nosorożcem staruńskim) (leżał na głębokości 16–17 m). Pierwszy z okazów był zatopiony w warstwie wosku pod warstwą mioceńskiego iłu. Oba okazy trafiły w 1908 do Muzeum Przyrodniczego im. Dzieduszyckich w pobliskim Lwowie, gdzie znajdują się do dziś. Znaleziono też wówczas jedną kość jelenia olbrzymiego, a prof. Marian Łomnicki wymienił także szczątki płazów, ptaków, owadów, ślimaków lądowych i słodkowodnych oraz małży, a także liście i inne szczątki dębu, jesionu, klonu, wiązu, roślin bagiennych oraz artefakty drewniane. W późniejszych opracowaniach zakwestionowano równowiekowość z nosorożcem i mamutem fauny i flory podanej przez Łomnickiego, uznając ją za młodszą i redeponowaną.
Mamut był w złym stanie, gdyż pracownicy kopalni uznali, iż jest to zwierzę współczesne (wół z rogami), bez wartości naukowej i uszkodzili okaz w trakcie wydobywania, a następnie wyrzucili na hałdę przykopalnianą, gdzie doznał dalszych uszkodzeń, m.in. miejscowa ludność wycinała kawałki skóry m.in. na buty (część z nich odzyskano później wyrokiem sądu). Również w pierwszych dniach po ustaleniu, że okaz jest zwierzęciem kopalnym nie zabezpieczono znaleziska dostatecznie i dewastowali je łowcy „pamiątek”. Poza tym oba zwierzęta nie były kompletne. Niejasna była także geneza obu tych znalezisk, gdyż choć okazy reprezentowały zwierzęta kopalne, to spoczywały w osadzie bogatym w szczątki współcześnie żyjących roślin i owadów, z których część nie była znana z plejstocenu. Dopiero w 1929 roku ostatecznie udowodniono, że i mamut i nosorożec nie znajdowały się w skałach macierzystych, a w wypełnieniu starego wyrobiska prawdopodobnie z XIX wieku. Najwidoczniej oba okazy wydobyto właśnie w czasie eksploatacji w XIX (?) wieku, uznano za bezwartościowe i wrzucono do pustego korytarza, który potem zasypano częściowo współczesnym materiałem. W odróżnieniu od drugiego nosorożca staruńskiego, okaz z 1907 miał zachowane rogi. W trakcie opracowywania znaleziska, okazało się, że szczątki dużych kręgowców wydobywano w okolicznych kopalniach ozokerytu już w XIX wieku, jednak nie trafiły one w ręce badaczy. Znaleziska z 1907. zostały jeszcze w tymże roku opisane w licznych dziennikach i pismach popularnonaukowych (np. kilka artykułów w „Kosmosie”) krajowych i zagranicznych, a w 1914 roku wyszła monografia i atlas: Wykopaliska staruńskie. Wyd. Muzeum im. Dzieduszyckich we Lwowie, druk w Krakowie.

## Odkrycie kompletnego nosorożca (drugiego nosorożca ze Staruni) w 1929 i jego badania

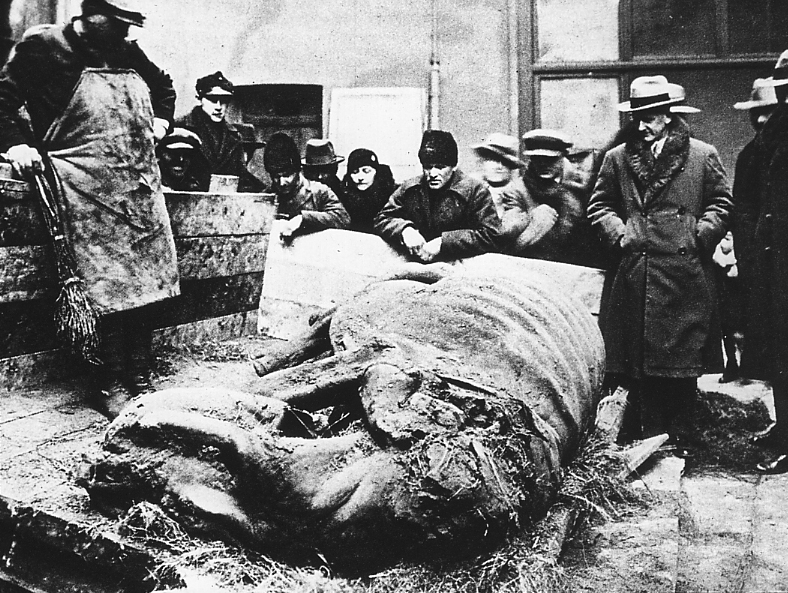
Nosorożec włochaty ze Staruni, tzw. drugi, 1929

Odkrycia z 1907 wskazywały, że kopalnia w Staruni może być perspektywicznym obszarem dla pozyskania dobrze zachowanych zwierząt plejstocenu, a jednocześnie odkrycia te pozostawiły szereg niewyjaśnionych kwestii co do geologicznej pozycji znalezisk. Z obu powodów uznano, że należy przeprowadzić poszukiwania i badania na duża skalę. Projekt ten udało się urzeczywistnić dopiero w 1929, gdy krakowski oddział PAU zdobył pokaźne środki finansowe z Funduszu Kultury Narodowej na zorganizowanie prac wydobywczych, w ramach których reaktywowano opuszczony szyb z 1907 i zbudowano nowy szyb badawczy wraz ze sztolnią łączącą oba te szyby. Kierownikiem zespołu poszukiwawczego był Eugeniusz Panow. 23 października 1929 w sztolni napotkano na głębokości 12,5 m prawie nieuszkodzony okaz nosorożca włochatego, w pozycji odwróconej, tzn. zwierzę leżało na grzbiecie. Zwłoki miały nieliczne uszkodzenia, z których największym był otwór w brzuchu, przez który na zewnątrz ciała wydostały się wnętrzności, częściowo zachowane w osadzie otaczającym ciało. Później stwierdzono, że jest to młoda, trzyletnia samica. Nie zachowała się jej okrywa włosowa (poza paroma kępkami), kopyta oraz rogi. W celu wydobycia okazu wydrążono specjalny szyb transportowy, co było możliwe dzięki pomocy Wojska Polskiego. Nosorożca wydobyto 17 grudnia 1929, a 22 grudnia przewieziono go do Krakowa, gdzie znajduje się do dziś i jest wystawiony w tamtejszym Muzeum Przyrodniczym. Ostatecznej preparacji i konserwacji dokonał rzeźbiarz z wykształcenia, a preparator z zawodu, Franciszek Kalkus. 

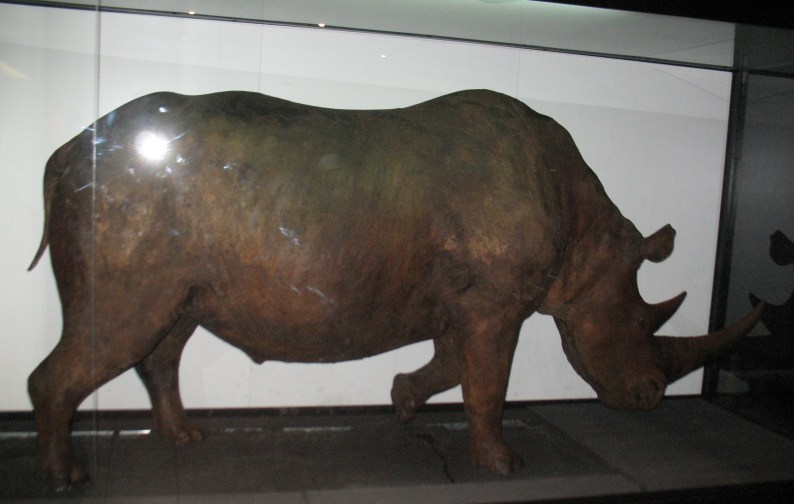
Nosorożec w Muzeum Przyrodniczym w Krakowie

Skórę zdjęto, a następnie założono na przygotowany model nosorożca, a szkielet oddzielono od mięśni i części miękkich, które zakonserwowano oddzielnie. Sporządzono także formę do wykonywania gipsowych odlewów nosorożca. Kierownikiem tych prac od strony naukowej był Jan Stach. Wypchany okaz z oryginalną skórą, słoje z częściami miękkimi, model gipsowy w pozycji znalezienia oraz skamieniałości towarzyszące zostały udostępnione do zwiedzania w Muzeum Fizjograficznym PAU w czerwcu 1930. Natomiast szkielet tego nosorożca został zaprezentowany w tamtejszym muzeum dopiero w 1948. Cały proces odkrywania, wydobycia i preparacji zwierzęcia był opisywany w licznych dziennikach krajowych i zagranicznych. W czasie okupacji władze niemieckie zarządziły sporządzenie odlewów nosorożca w pozycji przyżyciowej (tzn. stojącego na nogach) i tak sporządzony model trafił do muzeum Haus der Natur w Salzburgu w Austrii, gdzie wystawiany jest do dziś. Kolejne odlewy wykonano w latach 80. XX wieku.
W trakcie poszukiwań naukowych w 1929, oprócz wspomnianego nosorożca nr 2, odkryto tuż po nim duże fragmenty jeszcze dwóch nosorożców włochatych, tzw. trzeciego i czwartego nosorożców staruńskich, oba jednak były reprezentowane przez części szkieletowe, bez części miękkich. Okaz nr 3 obejmował kręgosłup, fragment czaszki, fragment jednej kończyny przedniej i kawałki żeber, zaś okaz nr 4 był najbardziej niekompletny ze wszystkich dużych kręgowców Staruni i reprezentowany był przez łopatkę i nieliczne inne kości. Oprócz tego w ozokerycie udokumentowano inne skamieniałości, zarówno roślinne, jak i zwierzęce (ślimaki, bogaty taksonomicznie i ilościowo zespół owadów, drobne kręgowce). Wszystkie znaleziska z 1929 trafiły do Krakowa. Prace terenowe z lat późniejszych (do 1932 włącznie) prowadzone były na mniejszą skalę i w ich trakcie nie odkryto nowych ciał dużych kręgowców.
Jednocześnie prowadzono intensywne badania naukowe, zarówno samego nosorożca, jak i skamieniałości towarzyszących oraz geologicznego kontekstu. Wstępne wyniki wydano w 1930 roku w monografii Drugi nosorożec z warstw dyluwjalnych Staruni oraz charakter jego otoczenia w serii wydawniczej Rozprawy Wydziału III PAU, tom 70, Kraków. W tym samym roku opublikowano także wyniki tych prac po angielsku. Między innymi celem dalszych publikacji materiałów ze Staruni, założono pierwsze w Polsce czasopismo stricte paleontologiczne pt. Starunia. Pismo zawierało także artykuły niezwiązane ze Starunią. Pierwszy numer, wydany w 1934 w Krakowie, omawiał faunę (14 gatunków szarańczaków, w tym 10 pewnych, 15 rodzajów muchówek, omówiono też rolę tych owadów jako wskaźnika paleoklimatycznego; oddzielny artykuł poświęcono szczątkom drobnych ssaków: żbika, lisa, zająca, szczekuszki, puchacza śnieżnego (w oryginale: sowy białej, która współcześnie została uznana za puchacza) i gryzoni) oraz florę (28 gatunków mchów i ich rolę jako wskaźnika paleoklimatycznego i typu roślinności) znalezioną w otoczeniu nosorożca i w sąsiednich odkrywkach. W latach 70. XX w. przeprowadzono liczne badania drugiego nosorożca staruńskiego (datowania radiowęglowe, analizy histopatologiczne, także skaningowe) i chrząszczy Helophorus z osadów otaczających nosorożca. Badania nad materiałami ze Staruni wznowiono na początku XXI w., czego efektem jest monografia Kotarba M.J. (red.), 2005: Polish and Ukrainian geological studies (2004–2005) at Starunia – the area of discoveries of woolly rhinoceroses. Państwowy Instytut Geologiczny, Warszawa. ISBN 83-915765-4-X.
Chociaż wszystkie okazy staruńskie pochodzą z jednej lokalizacji (szyb nr 4 i jego bezpośrednia okolica, w sumie pole 8x3 m), a większość z nich leżała na podobnej głębokości (nosorożce: okaz nr 1 – 17,5 m; okaz nr 2 – 12,5 m; okaz nr 3 – 11 m, okaz nr 4 tuż przy nr 3; mamut – 17,5 m do 12,5 m), to datowania radiowęglowe pokazują, że są to zwierzęta padłe w różnym czasie, w interwale 36 tys. lat BP – 14,5 tys. lat BP (okaz nr 1 ma 14,5 tys. lat, okaz nr 3 ma 18,5 tys. lat, mamut ma 25 tys. lat BP lub 35 tys. BP). Wiek nosorożca nr 2, ustalony metodą radiowęglową nie jest pewny, podaje się 23 tys. lat BP albo 36 tys. lat BP.